# Stockholm Open 2003 - Qualificazioni singolare
Le qualificazioni del singolare  dello  Stockholm Open 2003 sono state un torneo di tennis preliminare per accedere alla fase finale della manifestazione. I vincitori dell'ultimo turno sono entrati di diritto nel tabellone principale. In caso di ritiro di uno o più giocatori aventi diritto a questi sono subentrati i lucky loser, ossia i giocatori che hanno perso nell'ultimo turno ma che avevano una classifica più alta rispetto agli altri partecipanti che avevano comunque perso nel turno finale.
Le qualificazioni del torneo Stockholm Open 2003 prevedevano 32 partecipanti di cui 4 sono entrati nel tabellone principale.

## Teste di serie
1. Thierry Ascione (ultimo turno)
2. Nicolas Mahut (ultimo turno)
3. Wayne Arthurs (ultimo turno)
4. Tomáš Berdych (secondo turno)

1. Kristof Vliegen (Qualificato)
2. Paul Baccanello (Qualificato)
3. Julien Benneteau (Qualificato)
4. Jan Frode Andersen (Qualificato)

## Qualificati
1. Paul Baccanello
2. Julien Benneteau

1. Kristof Vliegen
2. Jan Frode Andersen

## Tabellone

### Legenda
| - Q = Qualificato - WC = Wild card - LL = Lucky loser | - ALT = Alternate - SE = Special Exempt - PR = Protected Ranking | - w/o = Walkover - r = Ritirato - d = Squalificato |

### Sezione 1
|  | Primo turno        | Primo turno         | Primo turno         | Primo turno | Primo turno |  |  | Secondo turno | Secondo turno    | Secondo turno    | Secondo turno   | Secondo turno   |   |   | Ultimo turno | Ultimo turno    | Ultimo turno    | Ultimo turno | Ultimo turno |  |
|  |                    |                     |                     |             |             |  |  |               |                  |                  |                 |                 |   |   |              |                 |                 |              |              |  |
|  | 1                  | Thierry Ascione     | Thierry Ascione     | 6           | 7           |  |  |               |                  |                  |                 |                 |   |   |              |                 |                 |              |              |  |
|  |                    | Christian Johansson | Christian Johansson | 1           | 5           |  |  | 1             | Thierry Ascione  | 4                | 7               | 6               |   |   |              |                 |                 |              |              |  |
|  | Johan Settergren   | Johan Settergren    | 4                   | 6           | 7           |  |  |               | Johan Settergren | 6                | 5               | 4               |   |   |              |                 |                 |              |              |  |
|  | Michael Ryderstedt | Michael Ryderstedt  | 6                   | 3           | 63          |  |  |               |                  |                  |                 |                 |   |   | 1            | Thierry Ascione | Thierry Ascione | 2            | 2            |  |
|  | Robert Lindstedt   | Robert Lindstedt    | 6                   | 6           | 7           |  |  |               |                  | 6                | Paul Baccanello | Paul Baccanello | 6 | 6 |              |                 |                 |              |              |  |
|  | Philipp Petzschner | Philipp Petzschner  | 4                   | 7           | 63          |  |  |               | Robert Lindstedt | Robert Lindstedt | 3               | 6               |   |   |              |                 |                 |              |              |  |
|  | 6                  | Paul Baccanello     | Paul Baccanello     | 6           | 6           |  |  | 6             | Paul Baccanello  | Paul Baccanello  | 6               | 7               |   |   |              |                 |                 |              |              |  |
|  |                    | Petr Kralert        | Petr Kralert        | 4           | 3           |  |  |               |                  |                  |                 |                 |   |   |              |                 |                 |              |              |  |

### Sezione 2
|  | Primo turno       | Primo turno       | Primo turno      | Primo turno | Primo turno |  |  | Secondo turno | Secondo turno    | Secondo turno    | Secondo turno    | Secondo turno |   |   | Ultimo turno | Ultimo turno  | Ultimo turno | Ultimo turno | Ultimo turno |  |
|  |                   |                   |                  |             |             |  |  |               |                  |                  |                  |               |   |   |              |               |              |              |              |  |
|  | 2                 | Nicolas Mahut     | 3                | 7           | 7           |  |  |               |                  |                  |                  |               |   |   |              |               |              |              |              |  |
|  |                   | Amir Hadad        | 6                | 5           | 64          |  |  | 2             | Nicolas Mahut    | Nicolas Mahut    | 6                | 6             |   |   |              |               |              |              |              |  |
|  | Pablo Figueroa    | Pablo Figueroa    | 5                | 6           | 7           |  |  |               | Pablo Figueroa   | Pablo Figueroa   | 1                | 4             |   |   |              |               |              |              |              |  |
|  | Cristiano Caratti | Cristiano Caratti | 7                | 3           | 5           |  |  |               |                  |                  |                  |               |   |   | 2            | Nicolas Mahut | 6            | 65           | 2            |  |
|  | Marcus Sarstrand  | Marcus Sarstrand  | 65               | 6           | 6           |  |  |               |                  | 7                | Julien Benneteau | 4             | 7 | 6 |              |               |              |              |              |  |
|  | Jan Hernych       | Jan Hernych       | 7                | 2           | 4           |  |  |               | Marcus Sarstrand | Marcus Sarstrand | 3                | 5             |   |   |              |               |              |              |              |  |
|  | 7                 | Julien Benneteau  | Julien Benneteau | 6           | 6           |  |  | 7             | Julien Benneteau | Julien Benneteau | 6                | 7             |   |   |              |               |              |              |              |  |
|  |                   | Michal Tabara     | Michal Tabara    | 2           | 4           |  |  |               |                  |                  |                  |               |   |   |              |               |              |              |              |  |

### Sezione 3
|  | Primo turno      | Primo turno         | Primo turno     | Primo turno | Primo turno |  |  | Secondo turno | Secondo turno    | Secondo turno  | Secondo turno   | Secondo turno |    |   | Ultimo turno | Ultimo turno  | Ultimo turno | Ultimo turno | Ultimo turno |  |
|  |                  |                     |                 |             |             |  |  |               |                  |                |                 |               |    |   |              |               |              |              |              |  |
|  | 3                | Wayne Arthurs       | Wayne Arthurs   | 7           | 6           |  |  |               |                  |                |                 |               |    |   |              |               |              |              |              |  |
|  |                  | Joseph Sirianni     | Joseph Sirianni | 65          | 4           |  |  | 3             | Wayne Arthurs    | Wayne Arthurs  | 7               | 7             |    |   |              |               |              |              |              |  |
|  | Ivajlo Trajkov   | Ivajlo Trajkov      | Ivajlo Trajkov  | 7           | 6           |  |  |               | Ivajlo Trajkov   | Ivajlo Trajkov | 62              | 65            |    |   |              |               |              |              |              |  |
|  | Filip Prpic      | Filip Prpic         | Filip Prpic     | 63          | 2           |  |  |               |                  |                |                 |               |    |   | 3            | Wayne Arthurs | 6            | 7            | 64           |  |
|  | Denis Gremelmayr | Denis Gremelmayr    | 5               | 6           | 6           |  |  |               |                  | 5              | Kristof Vliegen | 7             | 69 | 7 |              |               |              |              |              |  |
|  | José de Armas    | José de Armas       | 7               | 1           | 1           |  |  |               | Denis Gremelmayr | 6              | 4               | 0             |    |   |              |               |              |              |              |  |
|  | 5                | Kristof Vliegen     | 2               | 6           | 7           |  |  | 5             | Kristof Vliegen  | 4              | 6               | 6             |    |   |              |               |              |              |              |  |
|  |                  | Jean-Michel Péquery | 6               | 3           | 64          |  |  |               |                  |                |                 |               |    |   |              |               |              |              |              |  |

### Sezione 4
|  | Primo turno    | Primo turno        | Primo turno        | Primo turno | Primo turno |  |  | Secondo turno | Secondo turno      | Secondo turno  | Secondo turno      | Secondo turno |   |   | Ultimo turno | Ultimo turno   | Ultimo turno | Ultimo turno | Ultimo turno |  |
|  |                |                    |                    |             |             |  |  |               |                    |                |                    |               |   |   |              |                |              |              |              |  |
|  | 4              | Tomáš Berdych      | 6                  | 4           | 7           |  |  |               |                    |                |                    |               |   |   |              |                |              |              |              |  |
|  |                | Jamie Delgado      | 2                  | 6           | 62          |  |  | 4             | Tomáš Berdych      | Tomáš Berdych  | 4                  | 5             |   |   |              |                |              |              |              |  |
|  | Ladislav Švarc | Ladislav Švarc     | Ladislav Švarc     | 6           | 6           |  |  |               | Ladislav Švarc     | Ladislav Švarc | 6                  | 7             |   |   |              |                |              |              |              |  |
|  | Andy Chirita   | Andy Chirita       | Andy Chirita       | 3           | 0           |  |  |               |                    |                |                    |               |   |   |              | Ladislav Švarc | 7            | 4            | 3            |  |
|  | Timo Nieminen  | Timo Nieminen      | Timo Nieminen      | 6           | 6           |  |  |               |                    | 8              | Jan Frode Andersen | 5             | 6 | 6 |              |                |              |              |              |  |
|  | Stian Boretti  | Stian Boretti      | Stian Boretti      | 1           | 0           |  |  |               | Timo Nieminen      | 7              | 4                  | 4             |   |   |              |                |              |              |              |  |
|  | 8              | Jan Frode Andersen | Jan Frode Andersen | 7           | 7           |  |  | 8             | Jan Frode Andersen | 5              | 6                  | 6             |   |   |              |                |              |              |              |  |
|  |                | Christian Vinck    | Christian Vinck    | 65          | 65          |  |  |               |                    |                |                    |               |   |   |              |                |              |              |              |  |